# Вербенол
Вербенол (2-пинен-4-ол) — природное вещество, относящееся к терпеноидам монотерпенового ряда. Своё название вербенол получил по имени широко распространённого травянистого растения вербе́на (лат. Verbéna) или голубиная трава, из надземной части которого было выделено это соединение.

## Нахождение в природе и свойства
Содержится в некоторых эфирных маслах, в частности, в вербеновом. Вербенол — бесцветная жидкость с древесно-хвойным запахом. В воде нерастворим.

## Получение и применение
Получают вербенол окислением α-пинена. Вместе с вербеноном является одним из основных компонентов вербоксида, которых используется для ароматизации мыла и моющих средств, а также применяется в парфюмерии.